# Remington Automobile Company
Remington Automobile Company war ein US-amerikanischer Hersteller von Automobilen.

## Unternehmensgeschichte
Das Unternehmen existierte zwischen 1909 und 1910 in Philadelphia in Pennsylvania. Es stellte Automobile her, die als Remington Dart vermarktet wurden.
Es ist unklar, ob es Verbindungen zur Remington Motor Vehicle Company oder zur Remington Motor Company gab.

## Fahrzeuge
Das einzige Modell war ein kleiner Runabout. Er hatte einen Zweizylindermotor. Das Leergewicht war mit etwa 227 kg angegeben.